# Ilbandornis woodburnei
Ilbandornis woodburnei es una especie extinta de ave anseriforme de la familia Dromornithidae que vivió durante el Mioceno. Sus fósiles se han encontrado en el Estado de Victoria, Australia, lo que indica que habitó en dicho país. Su fósil holotipo consiste en el metatarso de una pata derecha. Tenía un pico grande y se cree que era herbívora.